# Бернхард, маркграф Баденский
Бернхард Баденский (полное имя — Бернхард Макс Фридрих Август Людвиг Крафт) (нем. Bernhard Max Friedrich August Gustav Louis Kraft Prinz von Baden; род. 27 мая 1970 года, замок Залем, Залем, Баден-Вюртемберг, ФРГ) — маркграф Баденский с 29 декабря 2022 года. С 1998 года руководил семейным бизнесом Баденского великогерцогского дома. 
По семейной традиции носил титул — наследный принц Баденский, герцог Церингенский.

## Биография
Родился 27 мая 1970 года в замке Залем, земля Баден-Вюртемберг. Старший сын Максимилиана, маркграфа Баденского (1933—2022), главы Баденского великогерцогского дома с 1963 года, и эрцгерцогини Валерии Австрийской (род. 1941). Внучатый племянник принца Филиппа, герцога Эдинбургского, и троюродный брат Уильяма, принца Уэльского, и принца Гарри, герцога Сассекского.
Вместе с сестрой и братьями вырос в семейной резиденции в замке Залем. Изучал бизнес и юриспруденцию в Гамбургском университете.
Из-за финансовых трудностей Баденский дом вынужден был продать три своих родовых замка: замок Эберштайн в Гернсбахе, Новый замок в Баден-Бадене и большую часть замка Залем в Залеме. Семье остался принадлежать только замок Штауфенберг (где находится винный завод) в Дурбахе. С 2003 по 2009 год принц Бернхард Баденский являлся президентом Международного клуба Баден-Баден, который организует конные скачки в Иффецхайме.
29 декабря 2022 года после смерти отца стал главой Баденского великогерцогского дома.

## Брак и дети
Бернхард женился на Стефани Энн Кауль (род. 27 июня 1966, Ильцен), дочери Кристиана Кауля и Ханнелоры Шеель. Гражданская церемония состоялась 22 июня 2001 года, церковная — на следующий день. Максимилиан, маркграф Баденский, признал брак своего старшего сына династическим. У пары есть трое детей:
- Принц Леопольд Бернхард Макс Михаэль Эрнст Август Фридрих Вильгельм Баденский (род. 18 мая 2002, Равенсбург) — наследник Баденского великогерцогского дома
- Принц Фридрих Бернхард Леопольд Кристиан Бертольд Кристоф Баденский (род. 9 марта 2004, Равенсбург)
- Принц Карл-Вильгельм Бернхард Макс Александр Эрнст Август Генрих Донат Матаис Баденский (род. 11 февраля 2006, Равенсбург)